# NGC 4906
NGC 4906 é uma galáxia elíptica (E3) localizada na direcção da constelação de Coma Berenices. Possui uma declinação de +27° 55' 26" e uma ascensão recta de 13 horas, 00 minutos e 39,8 segundos.
A galáxia NGC 4906 foi descoberta em 6 de Abril de 1864 por Heinrich Louis d'Arrest.